# Subotica (Aleksandrovac)
Subotica (en serbio cirílico : Суботица) es un pueblo de Serbia, situado en el municipio de Aleksandrovac, en el distrito de Rasina. En el censo de 2011 contaba con 636 habitantes.

## Demografía
| 1948 | 1953 | 1961 | 1971 | 1981 | 1991 | 2002 | 2011 |
| ---- | ---- | ---- | ---- | ---- | ---- | ---- | ---- |
| 1017 | 1067 | 995  | 916  | 851  | 838  | 716  | 636  |